# Gauliga Baden
La Gauliga Baden era la principale manifestazione calcistica nello stato, poi diventato Gau, del Baden, fra il 1933 ed il 1945.

## Storia
La lega venne introdotta nel 1933, dopo la presa di potere del nazismo, per sostituire la Bezirksliga al più alto livello calcistico di gioco in Germania. Fu creata con dieci società, tutte dal Baden, e sostituì la Bezirksliga Württemberg-Baden e la Bezirksliga Rhein-Saar, fino ad allora le massima divisioni regionali.
Nella prima stagione la lega si disputò con dieci squadre, che si sfidarono in un girone all'italiana; la vincente si qualificava per il campionato tedesco, mentre le ultime due venivano retrocesse. Questo sistema rimase in vigore fino al 1939.
Fra le squadre provenienti dalla Gauliga Baden solamente una si mise in mostra a livello nazionale: il SV Waldhof Mannheim, che raggiunse la finale della Tschammerpokal 1939, perdendo però 2-0 contro il Norimberga.
Nel 1939-40 la lega venne divisa in quattro gruppi, con un turno finale per stabilire il campione statale, ma già l'anno seguente si ritornò al sistema precedente.
Per la stagione 1941-42 la Gauliga Baden fu divisa in due gironi, nord e sud, ognuno di sei squadre, e con una finale a quattro. Nel 1942-43 si tornò ad un unico girone all'italiana da dieci squadre; la stagione dopo vide un ulteriore cambio del format: 19 squadre, divise in tre gruppi con finali a tre.
L'imminente collasso del nazismo nel 1945 danneggiò gravemente tutte le Gauliga ed il calcio nel Württemberg interruppe la sua attività nel marzo 1945, lasciando la stagione incompleta. Terminò l'era delle Gauliga: lo stato venne occupato dalle forze alleate, e quando riprese l'attività il vecchio modello di campionato fu sostituito dalla nuova Oberliga Süd.

## Membri fondatori della lega
- SV Waldhof Mannheim
- VfR Mannheim
- Freiburger FC
- KFC Phönix
- 1. FC Pforzheim
- Karlsruher FV
- VfL Neckarau
- VfB Mühlburg, fusione di VfB Karlsruhe e FC Mühlburg
- Germania Brötzingen
- Friburgo

## Vincitori e piazzati della Gauliga Baden
Di seguito vengono riportati il vincitore e il piazzato del campionato:
| Stagione | Vincitore        | Secondo posto    |
| 1933-34  | Waldhof Mannheim | VfR Mannheim     |
| 1934-35  | VfR Mannheim     | KFC Phönix       |
| 1935-36  | Waldhof Mannheim | 1. FC Pforzheim  |
| 1936-37  | Waldhof Mannheim | VfR Mannheim     |
| 1937-38  | VfR Mannheim     | 1. FC Pforzheim  |
| 1938-39  | VfR Mannheim     | 1. FC Pforzheim  |
| 1939-40  | Waldhof Mannheim | VfB Mühlburg     |
| 1940-41  | Neckarau         | VfB Mühlburg     |
| 1941-42  | Waldhof Mannheim | VfB Mühlburg     |
| 1942-43  | VfR Mannheim     | VfTuR Feudenheim |
| 1943-44  | VfR Mannheim     | VfB Mühlburg     |